# André Ryssen
Pour les articles homonymes, voir Ryssen.
André Ryssen (né le 25 octobre 1900 à Hesdin et mort en 1946 à Marquette-lez-Lille) est un ancien international français de football ayant joué à l'Olympique lillois et au Stade français.

## Biographie
Il s'est distingué en obtenant une sélection en équipe de France face à l'Espagne le 30 avril 1922 au Bouscat. Le Bouscat ne s'en souvient peut-être pas, mais la ville de la banlieue bordelaise a été le cadre du premier affrontement footballistique entre Français et Espagnols. Le stade Sainte-Germaine assiste alors sans s'en douter au début d'une longue traversée du désert pour l'équipe de France. Arrivés par train de nuit et ayant fait connaissance pour certains d'entre eux dans un bus de transport bâché le jour du match, les Tricolores allaient entamer face à l'Espagne une longue période où les défaites allaient succéder aux revers. Devant près de 10 000 spectateurs, pour moitié venus de l'autre côté des Pyrénées, les Bleus s'inclinent comme lors des quinze de leurs dix-sept matchs suivants.
André Ryssen meurt après-guerre